# Audio Two
Audio Two — американский хип-хоп-дуэт из Бруклина, Нью-Йорк, состоявший из братьев Робинсонов, Кирка («Milk Dee») и Нэйта («Gizmo»).
Наибольшую известность группе принес дебютный сингл «Top Billin'» с их альбома What More Can I Say?(185 позиция в Billboard 200), который был издан на одном из первых независимых хип-хоп-лейблов First Priority Music, где также записывалась MC Lyte. Композиция «Top Billin'» считается классикой золотой эры хип-хопа. Кавер-версии этой песни исполняли такие известные музыканты как Dr. Dre, Notorious B.I.G., P. Diddy, Mary J., Snoop Dog, R. Kelly, 50 Cent и другие. «Top Billin'» заняла восьмое место #8 в списке «100 лучших рэп-песен» About.com Top 100 Rap Songs.
Второй альбом Audio Two I Don't Care: The Album оказался провальным в коммерческом плане; среди основных недостатков релиза выделяли гомофобную направленность текстов, в частности, по этой причине особой критике подвергалась композиция «Watcha' Lookin' At?».

## Дискография

### Альбомы
- What More Can I Say? (1988)
- I Don't Care: The Album (1990)
- First Dead Indian (1992)

### Синглы
- «A Christmas Rhyme / Audio Two’s Jam» (1986)
- «Make it Funky/Top Billin'» (1987)
- «Hickeys Around My Neck» (1987)
- «I Don’t Care» (1988)
- «Many Styles» / «The Questions» (1988)
- «I Get the Papers» (1989)
- «On The Road Again» / «Interlude One» (1990)